# Dorfkirche Weischütz

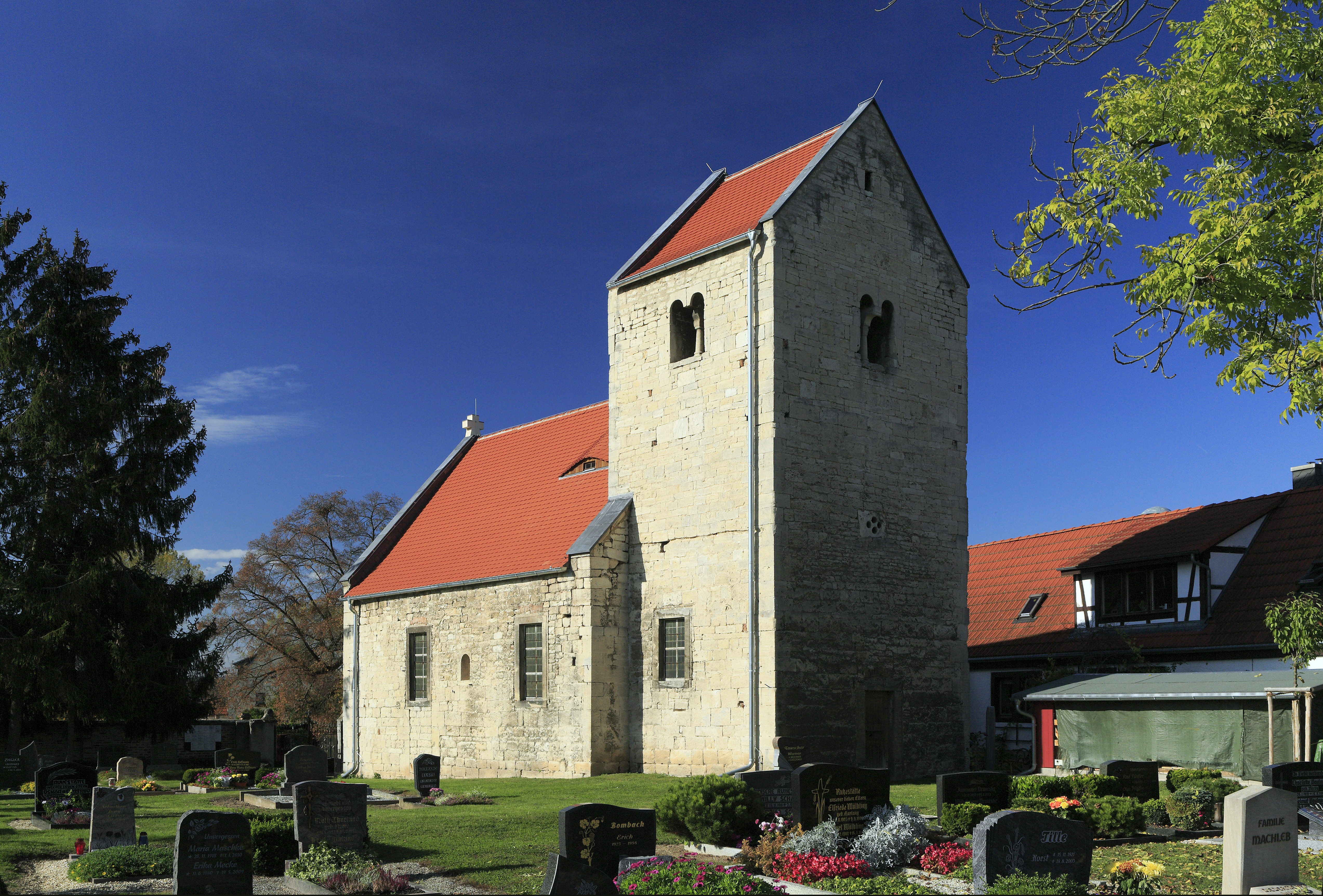
Dorfkirche Weischütz

Die Dorfkirche in Weischütz, einem Ortsteil von Freyburg (Unstrut) im Burgenlandkreis in Sachsen-Anhalt, ist ein romanisches Kirchengebäude. Sie gehört heute zum Kirchspiel Laucha im Pfarrbereich Laucha im Kirchenkreis Naumburg-Zeitz der Evangelischen Kirche in Mitteldeutschland.

## Lage
Die Kirche befindet sich südöstlich des Ortskerns des als Sackgassendorf entstandenen Ortes auf dem Friedhof, der sich im Winkel von Auenweg und Weischütz befindet. Sie ist seit dem Jahr 2001 als Kirche am Weg ganzjährig geöffnet.

## Geschichte und Gestalt
Die Chorturmkirche hat – wie des Öfteren in der Region – ihren Turm im Osten. Dieser besitzt ein Satteldach sowie romanische Schallöffnungen mit Säulen. Romanische Kirchen dieses Typs besitzen normalerweise das Schiff im Westen, den Chor im Turm (daher auch teils Chorjochturm genannt) und an der Turmostseite eine Apsis. Ein typischer Bau dieser Art befindet sich im nahen Plößnitz (Laucha). Das Mauerwerk (Sandstein) erinnert an das der Klosterkirche Zscheiplitz, ebenfalls eine Chorturmkirche, und kann daher in die Zeit um das Jahr 1100 datiert werden. Da sich an der Ostseite heute ein jüngerer Eingang befindet, ist anzunehmen, dass die Apsis später abgebrochen wurde, zumal das Mauerwerk dort auffällig anders aussieht als am Rest des Turmes. Allerdings wurde die Glockenstube dendrochronologisch untersucht und eine Entstehung um das Jahr 1280 ermittelt. Daher vermutet man, dass es zunächst eine turmlose Kapelle (um 1100) gab und ein Turm erst später ergänzt wurde.
Im Jahr 1804 wurde das Schiff umgebaut, frühere Umbauten sind aber sehr wahrscheinlich, da es neben einem romanischen Fenster an der Südseite auch ein vermauertes gotisches Fenster aufweist. Zudem lässt sich eine Anhebung des Daches um 80 Zentimeter sowie ein Dachstuhl aus der Zeit um 1410 nachweisen. Bei dem Umbau wurden mehrere Fenster an Turm und Schiff rechteckig gestaltet, zudem wurde der Südeingang durch ein Fenster ersetzt. Eine Mauerkerbe an der Südseite des Turmes deutet auf die ehemalige Existenz eines hölzernen Anbaus hin, der als Pilgerunterkunft diente (Gaden). Dort befindet sich zudem ein vermauertes Hagioskop. Vermutlich diente der Anbau also auch Kranken, damit sie von dort aus dem Gottesdienst beiwohnen konnte. An der Ostseite des Turmes befindet sich ein auffälliger Stein mit vier runden Öffnungen, der zu bestimmten Terminen besondere Lichtspiele in der Kirche erzeugt.
Im Jahr 1481 wurde das Gotteshaus aus der bisherigen Pfarre Zeddenbach (wüster Ort bei Freyburg (Unstrut) bei der Zeddenbachmühle) gelöst und selbst zur Pfarrkirche erhoben. Sie gehörte damals zum Osterbann des Bistums Halberstadt. Der erste evangelische Pfarrer (Wolfgang Eichmann) wurde im Jahr 1545 eingestellt. Der letzte Pfarrer starb im Jahr 1903, die Pfarrstelle wurde aber erst im Jahr 1916 aufgehoben. Seitdem gehört der Sakralbau zum Kirchspiel Laucha. Im Jahr 1979 drohte die Kirche einzustürzen, so dass sich Einwohner zusammen darum bemühten, sie wiederherzustellen. Sie rissen unter anderem im Jahr 1981 den Westgiebel ab und errichteten ihn neu, schufen das neue Giebelkreuz und deckten die Kirche neu ein. Kurz nach der Wende konnte der Innenraum 1993 restauriert werden.
Die älteste bekannte Ansicht der Kirche stammt von Wilhelm Dilich, der sie in der Zeit zwischen 1626 und 1629 auf der Ansicht Lauchaw von Osten auf den Ort blickend mit abbildete. Die Kirche steht als Baudenkmal unter Denkmalschutz und ist im Denkmalverzeichnis mit der Nummer 094 83497 erfasst. Schrittweise wird versucht, die Kirche in gutem Zustand zu halten. So wurde bei der Grundsanierung in den Jahren 2016 bis 2018 u. a. der Dachstuhl repariert und die Kirche neu gedeckt. Bisher nicht genau untersucht sind die an einigen Steinen der Kirche erkennbaren Inschriften (Südostecke) und Einkratzungen (Südwestecke). Zudem befindet sich am Westgiebel ein vermauertes Fenster des Umbaus von 1804 und darüber eine ungeklärte Fläche, eventuell eine ehemalige Figurennische.

## Innen

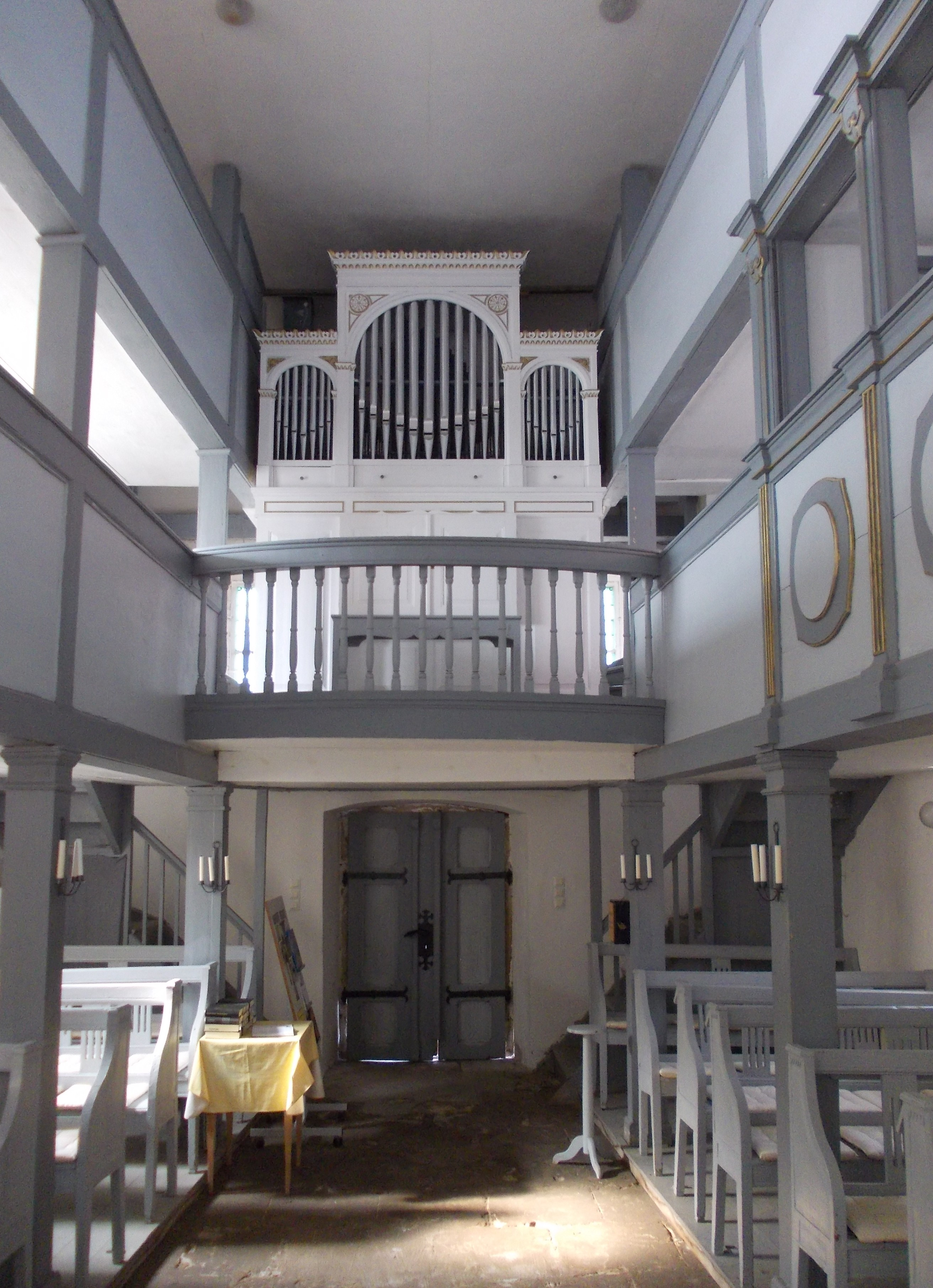
Orgel und Doppelemporen

Die Flachdecke besitzt Stuckleisten, den Kirchenraum prägt die dreiseitige und zweigeschossige Empore. Die Kirchenorgel, die sich auf der Empore befindet, wurde 1861 von der Firma Wilhelm Heerwagen aus Klosterhäseler gebaut. Die Orgel hat neun Register und wurde im Laufe der Zeit mehrfach umgebaut. Im Ersten Weltkrieg mussten die Prospektpfeifen zu Rüstungszwecken abgegeben werden. Schwere bauliche Schäden am Gebäude führten in den 1970er Jahren dazu, dass die Orgel nicht mehr spielbar war. Von 2001 bis 2003 restaurierte der Orgelbauer Christoph Noetzel das Instrument, so dass der Gottesdienst heute wieder von Orgelmusik begleitet werden kann. Sie wurde im Jahr 2003 saniert. Die nördliche Empore war Patronatsloge. Die Ausstattung stammt einheitlich aus der Zeit um 1820 und ist klassizistisch geprägt. Allerdings sind einige Elemente älter, darunter ein Epitaph des Christian Wilhelm I. von Nißmitz (1624–1669), die Erinnerungstafel an den Umbau von 1804, eine Gedenktafel für Franz Albert Reiffarth (1850–1870), der als Husar im Deutsch-Französischen Krieg fiel, das gotische Giebelkreuz, dessen Nachfolger 1981 errichtet wurde, und vermutlich auch der Kanzelaltar. Im Kirchenschiff hängt eine Christusfigur, die in Uganda geschaffen wurde.
Die älteste erhaltene Kirchenglocke ist gotisch und stammt aus dem Jahr 1325 (Durchmesser 62 cm). Auf ihr ist das Weltengericht auf fünf Medaillons abgebildet (Maria als Fürbitterin; Christus mit dem Schwert als Weltenrichter; Johannes der Täufer, Petrus und Paulus als Beisitzer). Auf dem 6. Medaillon sieht man die Auferstehung Christi aus dem Grabe. In den Jahren 1832 (Durchmesser 95 cm; Inschrift Gott segne und erhalte Weischütz) und 1862 (Durchmesser 77 cm; Inschrift Mein Klang ruft Euch zu Gottes Ruhm, kommt Christen, kommt ins Heiligtum) erhielt die Kirche zwei weitere Glocken, die in der Glockengießerei im benachbarten Laucha von Gottfried Ulrich geschaffen wurden. Diese mussten im Ersten Weltkrieg als Metallspende abgeliefert werden. Am 23. Mai 1917 wurden die beiden großen Glocken auf dem Kirchturm zerschlagen. Neuschaffungen entstanden im Jahr 1923 durch die Familie Schilling und Lattermann (Apolda). Die gotische Glocke war ursprünglich mit einer Krone versehen. Diese wurde jedoch beim Transport 1945 zur Sammelstelle nach Hamburg und nach Kriegsende zurück beschädigt. Die kleine Schulglocke ist verschollen. Das hölzerne Joch im nördlichen Turmfenster ist jedoch noch vorhanden.

## Umfeld
Rechts neben dem Westeingang befindet sich eine Gedenktafel für die Toten des Ersten Weltkrieges, bekrönt von einem Eisernen Kreuz und einer niedergelegten Standarte oder Fahne. Sie wurde im Jahr 1923 gestiftet. Auf dem Friedhof finden sich zwei Figuren-Grabsteine des Ehepaars Thüna aus dem frühen 17. Jahrhundert sowie eine Gruftanlagen der Freiherren von Streit. Das Pfarrhaus aus dem Jahr 1815 steht südwestlich der Kirche in der Straße Weischütz (Hausnummer Nr. 10) direkt neben dem Friedhof.